# Florian Lakat
Florian Lakat (Parijs, 3 augustus 1995) is een tennisser uit Frankrijk. Hij heeft nog geen ATP toernooien gewonnen. Hij heeft één challenger in het dubbelspel op zijn naam staan.

## Palmares

### Dubbelspel
| Nr.                          | Datum          | Toernooi | Ondergrond | Tegenstander in finale | Score                                     | Details  |
| ---------------------------- | -------------- | -------- | ---------- | ---------------------- | ----------------------------------------- | -------- |
| Gewonnen finales herendubbel |                |          |            |                        |                                           |          |
| 1.                           | 1 oktober 2017 | Tiburon  | Hardcourt  | Andre Goransson        | Marcelo Arévalo Miguel Angel Reyes-Varela | 6-4, 6-4 |

## Prestatietabel dubbelspel
| Legenda | Legenda                          |
| ------- | -------------------------------- |
| g.t.    | geen toernooi gehouden           |
| l.c.    | lagere categorie                 |
| –       | niet deelgenomen                 |
| G       | uitgeschakeld in de groepsfase   |
| 1R      | uitgeschakeld in de eerste ronde |
| 2R      | uitgeschakeld in de tweede ronde |
| 3R      | uitgeschakeld in de derde ronde  |
| 4R      | uitgeschakeld in de vierde ronde |
| KF      | uitgeschakeld in de kwartfinale  |
| HF      | uitgeschakeld in de halve finale |
| F       | de finale verloren               |
| W       | het toernooi gewonnen            |
| w-v     | winst/verlies-balans             |

| Grandslamtoernooien   |     |        |
| Australian Open       | –   | 0-0    |
| Roland Garros         | 1R  | 0-1    |
| Wimbledon             |     | 0-0    |
| US Open               |     | -0     |
| Winst-verlies         | 0-1 | 0-1    |
| ATP World Tour Finals |     |        |
| ATP World Tour Finals |     | 0-0    |
| Olympische Spelen     |     |        |
| Olympische Spelen     | gt  | 0-0    |
| Statistieken          |     |        |
| Totaal aantal titels  | 0   | 0      |
| Totaal winst-verlies  | 0-1 | 0-1    |
| Eindejaarsranking     |     | n.v.t. |